# 二・二八事件
二・二八事件（ににはちじけん, 台湾語白話字: Jī-jī-pat Sū-kiāⁿ）とは、1947年（民国36年）2月28日に中華民国台湾省台北市で発生し、事件が終わった後、国民政府は中国共産党の地下党と関係のあった台湾人を銃殺した。その後、国民政府は長期にわたる戒厳を敷き、台湾にいる中国共産党の地下党を捜索した。
1947年2月27日、台北市でタバコを販売していた台湾人女性に対し、取締の役人が暴行を加える事件が起きた。これが発端となって、翌2月28日には台湾人による市庁舎への抗議デモが行われた。しかし、憲兵隊がこれに発砲、抗争はたちまち台湾全土に広がることとなった。中国共産党のスパイがその隙を狙って国民政府に対する武装反乱を起こし、国民政府は軍隊を派遣して反乱を鎮圧した。蔣介石は二・二八事件の後に事情の経緯を知り、陳儀の二・二八事件に対する処理が不適切だと判断して陳儀を非難した

## 背景

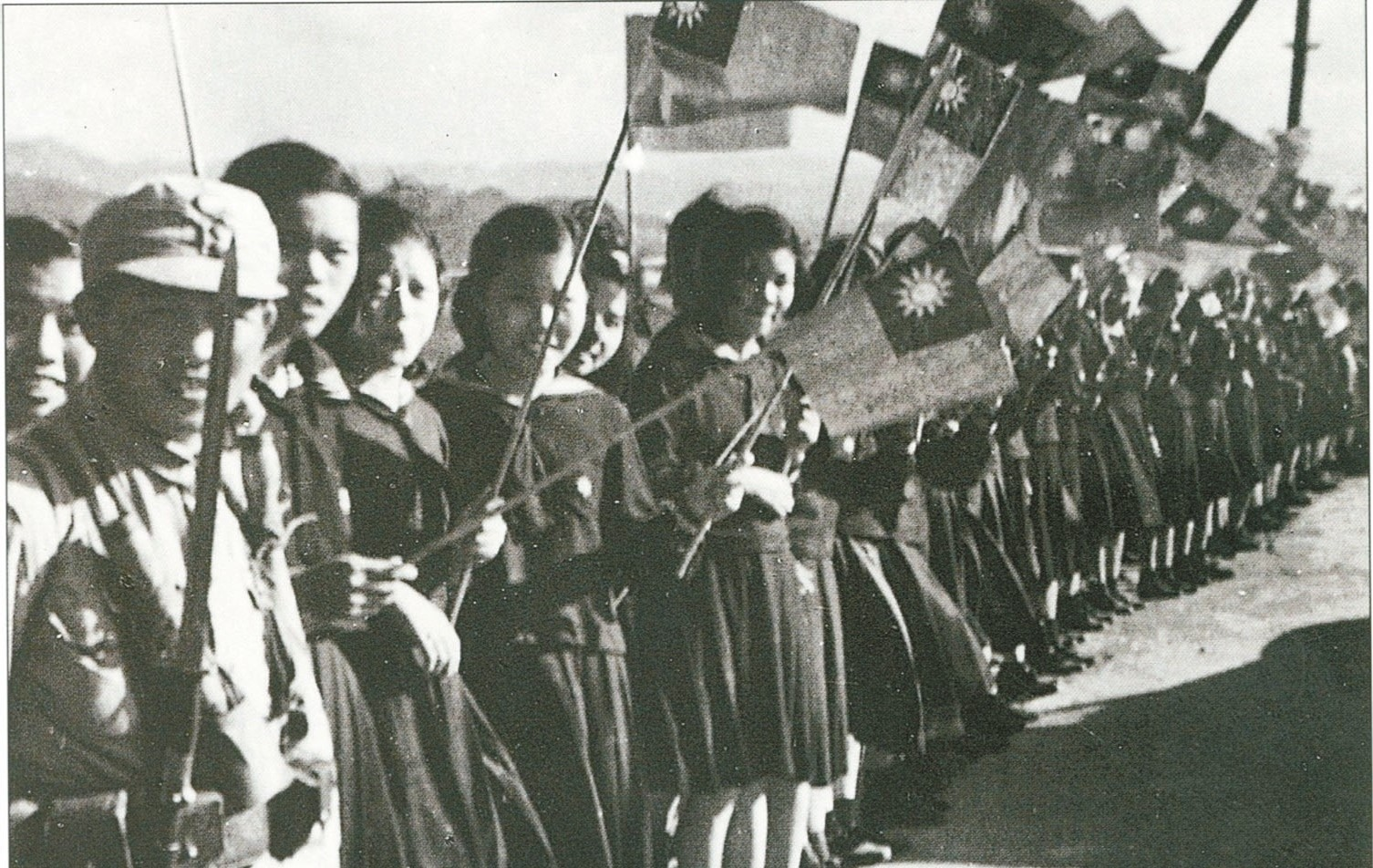
中国国民政府軍と官員を出迎える台湾の学生たち（1945年）

1945年に日本が敗戦した後の台湾では、カイロ宣言に基づき、連合国軍の委託を受けて、日本軍の武装解除を行うために、中国本土から蔣介石主席率いる中華民国国民政府・中国国民党の官僚や軍人らが同地へ進駐し、「失地回復」という名目で台湾の行政を引き継いでいた。
台湾の人たちは中国本土から来た官僚や軍人らを港で歓迎したが、やがて彼らによる日本側から接収された資産の横領や汚職の著しさに驚き、失望した。中国本土から来た官僚・軍人は、当時の日中戦争と国共内戦の影響で質が悪く、強姦・強盗・殺人を犯す者も多かったが、その犯人が処罰されぬことがしばしばあった。たとえ罰せられる場合でも、犯人の籍をマスコミ等で報じることは厳しく禁じられた。
台湾出身者か大陸から来たかで本省人・外省人と区別して呼ばれるようになり、差別が始まり出す。台湾人の大半は日本語しか話せなくなっていて、公用語として日本語が禁じられたため公的な仕事から締め出され、失業率は急増、さらには本省人は日本の教育を受けているから再訓練し直さなければ公的業務に登用できないとされた。

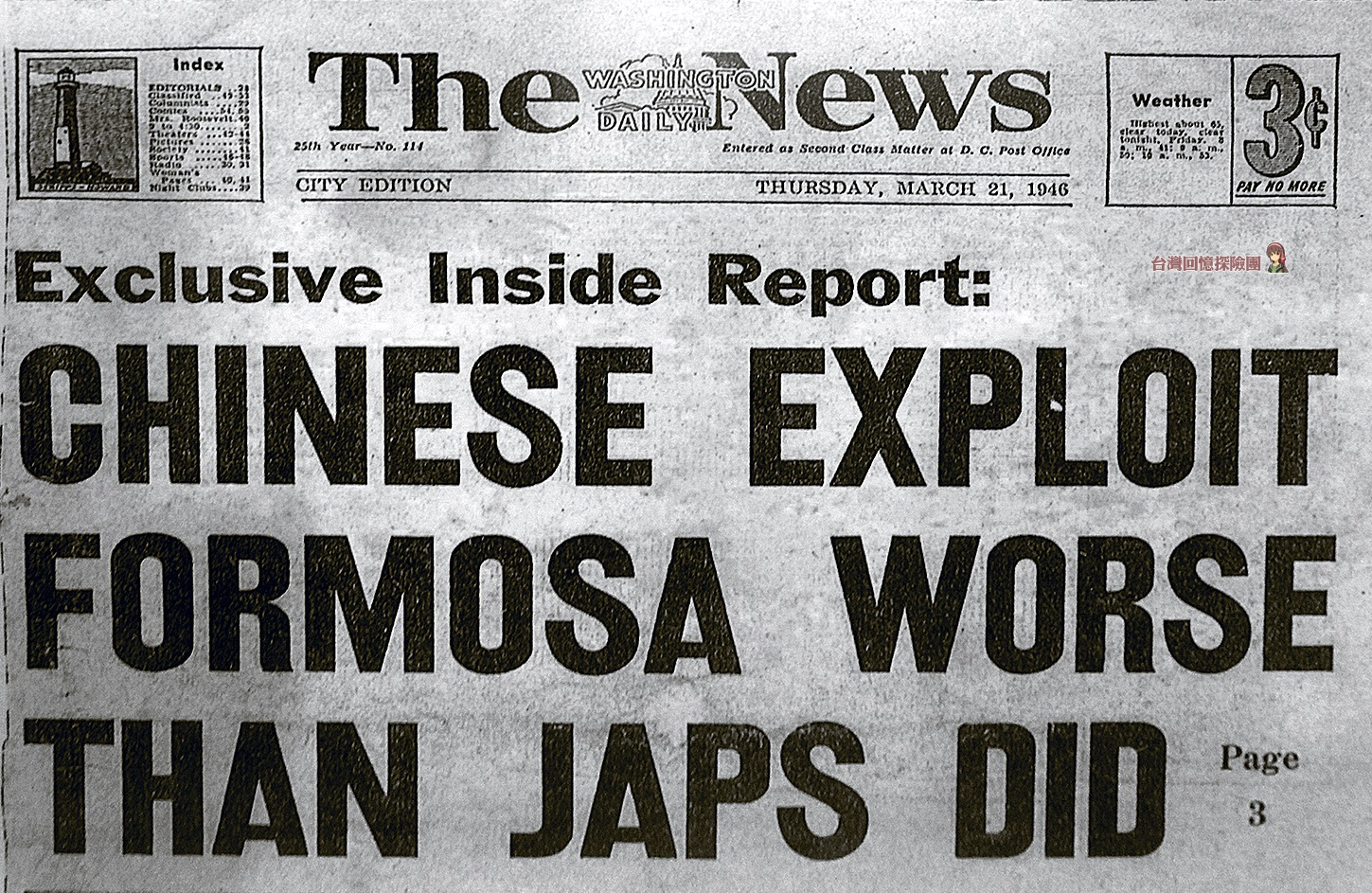
"Chinese Exploit Formosa Worse Than Japs Did"（日本人よりも過酷に台湾を搾取する中国人）（ザ・ワシントン・デイリーニュース）

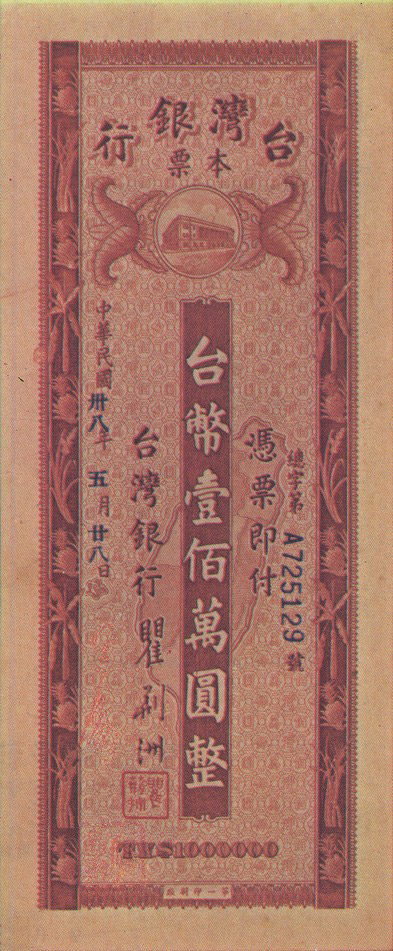
急激なインフレーションによって登場した100万台湾ドルの無記名小切手。実質的な紙幣として台湾銀行が発行した。このインフレーションは市民の経済を苦しめ、暴動を起こす動機となった。

日本統治時代の台湾の経済は、日本内地の地方都市を超えて東京市と同じ水準だった。台湾の資材が中国人官僚らによって接収・横領され、中国上海市の国際市場で競売にかけられるに到り、物資不足に陥った台湾では、相対的に物価は高騰、インフレーションによって企業の倒産が相次ぎ、失業も深刻化した。
経済は混乱し、さらに日本の統治を体験した台湾人にとって、役人の著しい汚職は受け入れがたく、人々の不満は高まっていった。当時の台湾人はこれらの状況を「犬（日本人）去りて、豚（中華民国人）来たる」（狗去豬來）と呼んで揶揄した。

## 経緯
戦後の台湾では、日本統治時代の専売制度を引き継ぎ酒・タバコ・砂糖・塩等は全て政府によって専売された。しかし、中国本土ではタバコは自由販売が許されていたため、多くの台湾人がこの措置を差別的と考え、不満を持っていた。
1947年2月27日、台北市でタバコを販売していた女性（林江邁、40歳、2人の子持ち寡婦）を、官憲（台湾専売局台北支局密売取締員6名と警察官4名）が摘発した。女性は土下座して許しを懇願したが、取締官は女性を銃剣の柄で殴打し、商品および所持金を没収した。タバコ売りの女性に同情して、多くの台湾人が集まった。すると取締官は今度は民衆に威嚇発砲したが、まったく無関係な台湾人である陳文渓に被弾・死亡させてしまい、逃亡した。
この事件をきっかけとし、民衆の政府への怒りが爆発した。翌28日には抗議のデモ隊が省行政長官兼警備総司令陳儀の公舎に大挙して押しかけたが、庁舎を守備する衛兵は屋上から機関銃で銃弾を浴びせかけ、多くの市民が死傷した。
激怒した台湾人民衆は政府の諸施設を襲撃し、外省人の商店を焼いた。日本語や台湾語で話しかけ、答えられない者を外省人と認めると暴行するなどの反抗手段を行った。台湾住民の中には日本語が話せない人々もいたが、「君が代」は国歌として全ての台湾人が歌えたため、台湾人たちは全台湾人共通の合言葉として「君が代」を歌い、歌えない者（外省人）を排除しつつ行進した。また、台湾人側はラジオ放送局を占拠。軍艦マーチと共に日本語で「台湾人よ、立ち上がれ
」と全島に呼びかけた。
3月1日からは各主要都市で民衆が蜂起して官庁や警察を占拠し、外省人を殴打した。台南では台南飛行場が占拠され、旧日本軍の飛行機で東京に飛んでマッカーサー元帥に陳情してGHQの占領下に組み入れてもらおうとする者もいた（機体の部品が欠損していたため果たせず）。高雄では要塞司令の彭孟緝がこれに対し武力掃討を行い、多くの死者を出している。
3月4日には台湾人による秩序維持と食糧確保のための全島処理委員会が成立。事態の収拾に向けて、知識人や地方名士からなる二・二八事件処理委員会も台湾各地に組織され、台北の同委員会は3月7日に貪官汚吏の一掃・省自治の実施・政府各機関への台湾人の登用などの改革を陳儀に要求した。
劣勢を悟った政府の長官府は、一時台湾人側に対して対話の姿勢を示したが、裏では中国本土の国民政府に密かに援軍を要請していた。陳は「政治的な野望を持っている台湾人が大台湾主義を唱え、台湾人による台湾自治を訴えている」「台湾人が反乱を起こした」「組織的な反乱」「独立を企てた反逆行為」「奸黨亂徒（奸党乱徒）に対し、武力をもって殲滅すべし」との電報を蔣介石に送っている。
国民政府主席蔣介石は陳儀の書簡の内容を鵜呑みにし、3月8日に中国本土から援軍として派遣された第21師団や憲兵隊が到着した。これと連動して、陳儀の部隊も一斉に反撃を開始した。路上や屋内で蜂起した学生や一般市民の集団殺戮が行われたのをはじめ、裁判官・医師・役人をはじめ日本統治時代に高等教育を受けたエリート層が次々と逮捕・投獄・拷問され、その多くは殺害された。台湾籍の旧日本軍所属の元兵士や学生の一部は、旧日本軍の軍服や装備を身に付けて、中華民国政権軍部隊を迎え撃ち、戦った(「独立自衛隊」、「学生隊」等 )。しかし、最後はこれらも制圧され、台湾全土が中華民国政権軍の支配下に収まった。
嘉義市の議員で民衆側に立った陳澄波が市中引き回しのうえで嘉義駅前で銃殺されたのをはじめ、この事件によって多くの台湾人が殺害・処刑され、彼らの財産や研究成果の多くが接収されたと言われている。漢人本省人の地方指導者らの政治勢力はここでいったん壊滅したとも言われている。犠牲者数については800人〜10万人まで様々な説があり、正確な犠牲者数を確定しようとする試みは、今も政府・民間双方の間で行なわれている。1992年（民国81年）、中華民国行政院は、事件の犠牲者数を1万8千〜2万8千人とする推計を公表している。
事件当時地区ごとに度々発令された戒厳令は台湾省政府の成立をもって一旦は解除された。しかしその後、1949年（民国38年）5月19日に改めて発令された戒厳令は38年後 の1987年（民国76年）まで継続し、白色テロと呼ばれる恐怖政治によって、多くの台湾人が投獄、処刑される根源となった。また、内外の批判によって中華民国政府が漸く戒厳令を解除した後も、国家安全法によって言論の自由が制限されていた。今日の台湾に近い形の「民主化」が実現するのは、李登輝総統が1992年に刑法を改正し、言論の自由が認められてからのことである。

## 犠牲者一覧
二・二八事件の犠牲者の表を参照。

## その後
事件後、関係者の多くは処刑されるか身を隠すか、あるいは国外逃亡を企てた。
後に中華民国総統を務めた李登輝は留学経験者という知識分子であったため処刑を恐れて知人宅に潜伏し、ほとぼりの冷めるのを待った。外国人初の直木賞受賞作家であり実業家の邱永漢は学生運動のリーダーであったが、当局の眼を掻い潜って出航。香港を経由して日本に逃亡した。亡命者の中には反国民党を掲げたものもあったが、当時は東西冷戦の時代であり、反中華民国・国民党＝親共産党と見なされて、日米ではその主張は理解されなかった。
中華民国政府は事件後、戒厳令を38年の間施行した。戒厳令下の台湾では政治活動や言論の自由は厳しく制限され、白色テロと呼ばれる人権抑圧が行われた。
事件は本省人と外省人の間に亀裂をもたらし、事件について語ることは長年タブーとなっていた。
しかし時が経つにつれ、これを話題にすることができる状況も生まれてくる。当初、政府は台湾人に高等教育を与えると反乱の元になる、と考えていたが、経済建設を進めるに当たって専門家の必要性が明白となり、方針を転換して大学の建設を認めた。
戒厳令解除後の1989年に公開された侯孝賢監督の映画『悲情城市』は二・二八事件を直接的に描いた初めての劇映画で、ヴェネツィア国際映画祭で金獅子賞を受賞した。
李登輝体制下で事件の再調査が行われ、1992年に長大な調査報告書が作成された。
同年の1992年、史上初の『二・二八メモリアルコンサート』が、台湾の西洋オペラの父、自由と民主の戦士の音楽家としても知られる曾道雄（指揮）らによって実現された。曲目はモーツァルト作曲『レクイエム』とブラームス作曲『運命の歌』。当時『二・二八事件』はタブー視されていた用語でありコンサートを開催すること自体、前代未聞であった。これら音楽家の決意を評価した李登輝総統は、このコンサートに参加し謝罪スピーチまで行った。国民党内での自身の政治的基盤が未だ完全に確立していない事を承知の上、政治的リスクを負ってまで参加した李総統の勇気に文芸界と犠牲者家族から高い評価と敬意が向けられた。
1995年2月には台北新公園（現・二二八和平公園）に「二・二八事件記念碑」が建てられ、李自らが除幕式で公式な謝罪の意を表明した。同公園内の台北二二八紀念館や台北市内の二二八国家記念館で、事件の資料が展示されている。
2006年には、二・二八事件の最大の責任者は蔣介石だとする研究結果が発表された。

### 外国人犠牲者への対応
二・二八事件が発生した当時、基隆市の社寮島（現・和平島）に約30人の琉球人漁民が残ったが、中国語が分からなかったため処刑された。2011年に訪台した沖縄県議員・當間盛夫らの要請により、「琉球漁民銅像記念碑」が設立された。
2016年2月17日、台北高等行政法院は外国人犠牲者へ初めて賠償を認める判決を下し、二二八事件記念基金会（中華民国政府から委託を受け事件処理を行う基金）に対して犠牲になった与論島出身の日本人遺族の一人に600万新台湾ドル（約2050万円）の支払いを命じた。また、これ以外にも日本人1人を含む外国人2人が犠牲者として認定を受けた。一方、事件前に与那国島から台湾へ渡ってそのまま失踪した2人は2017年7月と2018年3月に外国人犠牲者の認定申請が却下された。

## 関連作品

### 映画
- 『悲情城市』 侯孝賢監督、1989年台湾作品。主な出演者：李天祿（リー・ティエンルー）、陳松勇（チェン・ソンユン）、高捷（カオ・ジエ）、梁朝偉（トニー・レオン）、辛樹芬（シン・シューフェン）
- 『好男好女』 侯孝賢監督、1995年台湾・日本合作作品。主な出演者：伊能静、林強（リン・チャン）、高捷（カオ・ジエ）
- 『天馬茶房』 林正盛監督、1999年台湾作品。主な出演者：林強（リン・チャン）、蕭淑慎（シァウ・シュウシェン）、龍紹華（ロン・シァウファー）、陳淑芳（チェン・シュウファン）
- 『傷痕228』 鄭文堂（中国語版）監督、セミ・ドキュメンタリー（一部再現ドラマ）、2005年台湾作品。
- 『台湾人生』 酒井充子監督。日本統治時代と戒厳令を乗り越えて、今を生きる人々の声に耳を傾けたドキュメンタリー。2009年日本作品。
- Taiwan 228 Massacre 60 Years On: 1947-2007 (紀念康阿裕) - 二・二八事件で蔣介石の中国国民党の軍隊から拷問を受けた康阿裕の証言。

### 小説
- 甘耀明『鬼殺し（中国語版）』 - 2009年刊。太平洋戦争中から戦後にかけての台湾が舞台で二・二八事件も描かれる。

### 音楽
- 蕭泰然『1947序曲（中国語版）』（1994年）- 曲中歌われる『台灣翠青（中国語版）』は台湾独立運動の一環である「台湾共和国」の「国歌」とされている。
- SOFTBALL『0228』（2002年）
- ChthoniC 『十殿（英語版）』（2009年）